# Caleta Este
La caleta Este (51°54′S 58°27′O / -51.900, -58.450) (en inglés: East Cove) es una entrada de mar que se encuentra en el sector centro oriental de la isla Soledad del archipiélago de las Malvinas. Administrativamente pertenece al departamento Islas del Atlántico Sur de la provincia de Tierra del Fuego, Antártida e Islas del Atlántico Sur.
Esta caleta se ubica sobre la costa septentrional del seno Choiseul, en el Rincón del Sudeste, y al este de puerto Yegua. Además está al norte de la isla del Medio y de la isla Bougainville.